# 차르미 카우르
차르미 카우르(힌디어: चार्मी कौर, 영어: Charmy Kaur, 1987년 5월 17일 ~ )는 인도의 배우이다.